# Кушугум
Кушугу́м (до 1780 — Кушугумівка, до 1920 — Велика Катеринівка) — селище в південно-східній Україні, адміністративний центр Кушугумської селищної громади Запорізького району Запорізької області. Знаходиться близько до ріки Дніпро. Населення складає близько 7000 осіб станом на 1 січня 2024 року. Кушугум відноситься до Кушугумської Громади.

## Географія
Селище Кушугум розташоване на березі річки Дніпро, південніше міста Запоріжжя. Селищем тече річка Кушугум, що впадає у Дніпро. Кушугум межує з селищами Балабине з півночі та Малокатеринівка з півдня. За 1,5 км від центру селища розташована залізнична станція Кушугум Запорізької дирекції Придніпровської залізниці.

## Назва
Існують дві версії назви селища. Одна версія назви походить за назвою річки Кушугум, що текла тут до створення Каховського водосховища (назва річки, у свою чергу, походить від тюркського Кучук-Кум означає «дрібний пісок»). Інша версія походить від назви з перекладу з тюркської мови: КОШ — стан та ЧУМИ — птиця. Відомий український дослідник Дмитро Яворницький схилявся до думки, що тюркське слово Кушугум — місце злиття річок.

## Історія
Селище засноване 1770 року козаками Запорозької Січі, як державна слобода під назвою Кушугумівка. 1780 року Кушугумівку перейменували на Велику Катеринівку.
Від другої половини 1770-х років село належало графу Григорію Потьомкіну, з 1780 року — його племінниці Катерині Скавронській. На той час у поселенні нараховувалося 77 домогосподарств.
У грудні 1905 року разом з робітниками Олександрівська виступили проти царату бідняки Великої Катеринівки. Після розгрому повстання найактивніших селян засуджено до каторги. З нагоди 50-річчя першої російської революції П. Ф. Черевату-Абакумову — учасницю олександрівського грудневого повстання, нагороджено більшовицькою відзнакою орденом Червоного Прапора.
Життя кушугумців знайшло своє відображення в самобутній народній пісенній творчості. У 1881—1882 pоках відомий знавець фольклору, історик та краєзнавець Яків Новицький записав близько десяти почутих у Кушугумі українських народних билинних пісень.
7 (20) листопада 1917 року, відповідно до Третього Універсалу Української Центральної Ради, увійшло до складу Української Народної Республіки.
З 1917 року — у складі УНР та Української Держави гетьмана Павла Скоропадського, а наприкінці 1918 року — під контролем Революційної армії Нестора Махна. З 1922 року — стабільні комуністичні уряди. Кушугум постраждав внаслідок проведеного урядом СРСР геноциду українського народу 1932—1933 років. У цей час у селищі бував відомий український поет Яр Славутич, який саме у Кушугумі зустрічався з кобзарем, який прищепив йому смак до української пісні: «А вже років двісті, як козак в неволі», «Ой на горі вогонь горить», «Ой наступила та чорна хмара», «Усі гори зеленіють». Як згадує письменник про Кушугум, «це була ніби своєрідна лекція. Бандура ще більше нагострила мою національну свідомість. Я ніби набрався нової сили, нової енергії для боротьби, що вже назрівала».
З 1941 по 1943 роки селище  Кушугум перебувало під тимчасовою німецько-фашистської окупацією у Другій Світовій Війні.
29 серпня 2020 року на стадіоні селища відбувся 25-й турнір з футболу пам'яті Євгена Трухіна.

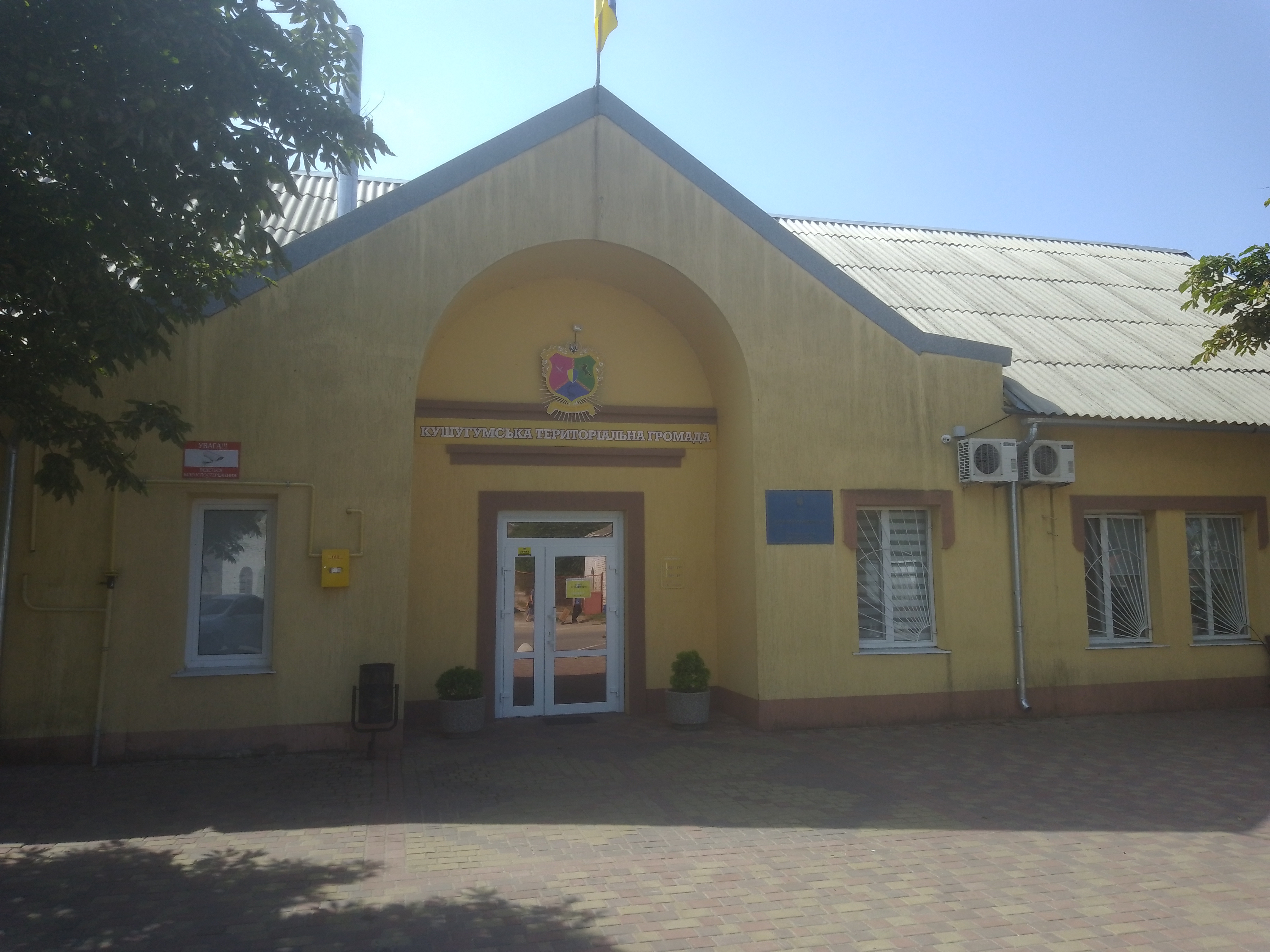
Приміщення Кушугумської селищної ради

12 червня 2020 році, відповідно до розпорядження Кабінету Міністрів України № 713-р «Про визначення адміністративних центрів та затвердження територій територіальних громад Запорізької області», селище набуло статусу адміністративного центру Кушугумської селищної громади шляхом об'єднання територій та населених пунктів Кушугумської, Балабинської та Малокатеринівської селищних рад Запорізького району Запорізької області.
26 січня 2024 року в Україні набув чинності Закон № 3285-IX, який передбачає дерадянізацію адміністративно-територіального устрою України, то ж селище міського типу Кушугум набуло статусу селища.

### Топоніми
4 березня 2016 року, на виконання Закону України про декомунізацію, були перейменовані вулиці селища:
| Перейменовані вулиці Кушугума | Перейменовані вулиці Кушугума |
| ----------------------------- | ----------------------------- |
| Колишня назва                 | Сучасна назва                 |
| Кірова                        | Центральна                    |
| Колгоспна                     | Калинова                      |
| Радгоспна                     | Зоряна                        |
| Комсомольська                 | Історична                     |
| Крупської                     | Зарічна                       |
| Московська                    | Барвінкова                    |
| Жовтнева                      | Лесі Українки                 |
| Фурманова                     | Василькова                    |
| Радянська                     | Дубова                        |
| 21 Партз'їзду                 | Джерельна                     |

Вулиці Леваневського, Островського, Чкалого залишилися так і не були перейменовані.

### Обстріли Кушугума (з2022)
24 червня 2022 року відбулися цілеспрямовані обстріли житлових кварталів Кушугумської селищної громади. Обстріл відбувся мінометними та касетними снарядами, під час якого постраждали цивільні мешканці.
10 серпня 2022 року російські окупанти завдали ракетного удару по житловим будинкам селища, внаслідок чого знищено 5 будинків, а близько 50 — пошкоджені. Одна жінка загинула під завалами. Обстріл здійснювався з ракетно-зенітного комплексу С-300.
25 листопада 2022 року російською ракетою типу «Іскандер К» російські окупанти влучили по станції техобслуговування у Кушугумі.
У січні 2023 року біля селища знизився рівень Дніпра. Це сталось через те, що обстріли ворога пошкодили запірні шандори Каховської ГЕС.
6 червня 2023 року, через підрив Каховської ГЕС, почалися спостерігатися перші наслідки катастрофи, спричинені російськими окупантами. Річка Кушугум — один з рукавів річки Кінська, який впадає у Каховське водосховище з відходом води русло річки стало помітно зменшуватися, а вода почала відходити від берега.

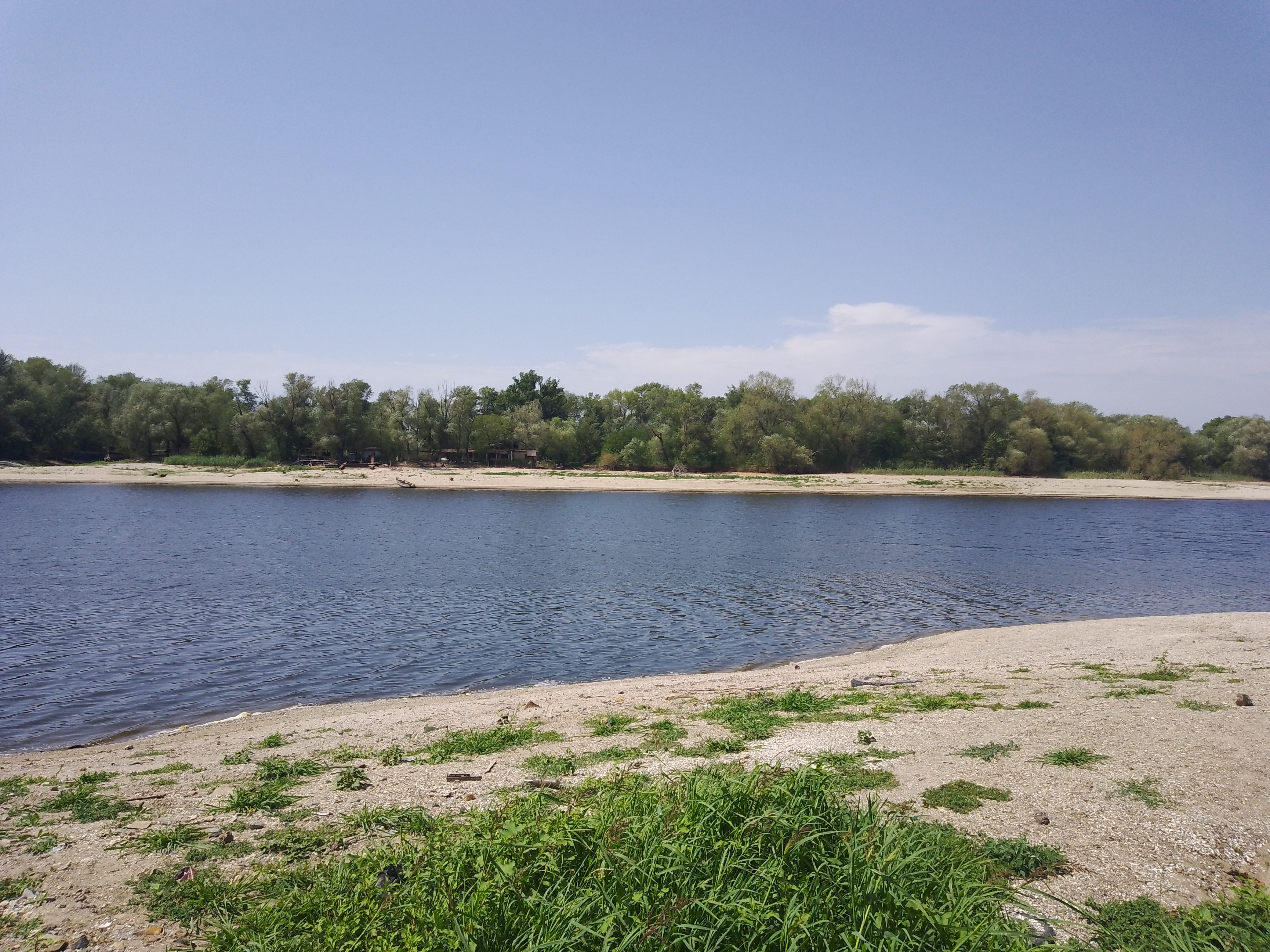
Наслідки підриву Каховської ГЕС біля селища Кушугум

25 червня 2023 року, близько 02:30, окупанти завдали серію ракетних ударів по Кушугуму. Влучання відбулося на відкритих територіях, у тому числі в одне з місцевих підприємств. Понівечені припарковані вантажівки та споруди поруч.
3 липня 2023 року, вночі, російські окупанти завдали три ракетні удари із застосуванням С-300 по Кушугумській селищній громаді. Снаряди поцілили у приватний сектор селища Кушугум та Малокатеринівки, що спричинило чимало пошкоджень житлового сектору, знесені дахи, вибиті вікна та двері.
Кушугумська громада знаходиться неподалік Запоріжжя, її звикли називати передмістям обласного центру. До складу Кушугумської ОТГ входять селища Балабине, Малокатеринівка та Кушугум.
З початком широкомасштабного російського вторгнення в Україну вторгнення Кушугумська селищна громада не одноразово перебуває під обстрілами окупантів. Не дивлячись на це, тут проживає декілька тисяч переселенців, а також відкривають нові хаби та започатковують соціальні проєкти.

## Населення
| 1959 | 1979 | 1989 | 2001 | 2016 |
| ---- | ---- | ---- | ---- | ---- |
| 6045 | 9158 | 8758 | 7764 | 8181 |

### Мова
Розподіл населення за рідною мовою за даними перепису 2001 року:
| Мова            | Кількість | Відсоток |
| --------------- | --------- | -------- |
| українська      | 6574      | 84,51 %  |
| російська       | 1184      | 15,22 %  |
| білоруська      | 5         | 0,06 %   |
| циганська       | 5         | 0,06 %   |
| румунська       | 4         | 0,05 %   |
| болгарська      | 1         | 0,01 %   |
| німецька        | 1         | 0,01 %   |
| інші/не вказали | 6         | 0,08 %   |
| Всього:         | 7780      | 100 %    |

## Економіка
Промислові підприємства селища:
- ПрАТ «Індустрія»[24];
- меблева фабрика ТОВ «ВТФ РІЦ»;
- приватне підприємство «Діабаз» (цех з обробки каменю).
- Кушугумський вапняний завод

Сфера послуг в селищі представлена перукарнею, комп'ютерним клубом, диско-клубом та кафе-барами «Людмила», «Наталка», «Славутич» (закриті у 2011—2015 роках). У селищі працює декілька крамниць, з них це "Апельмон", "Аю-даг", "Анастасія" та інші. Є також продовольчий ринок.

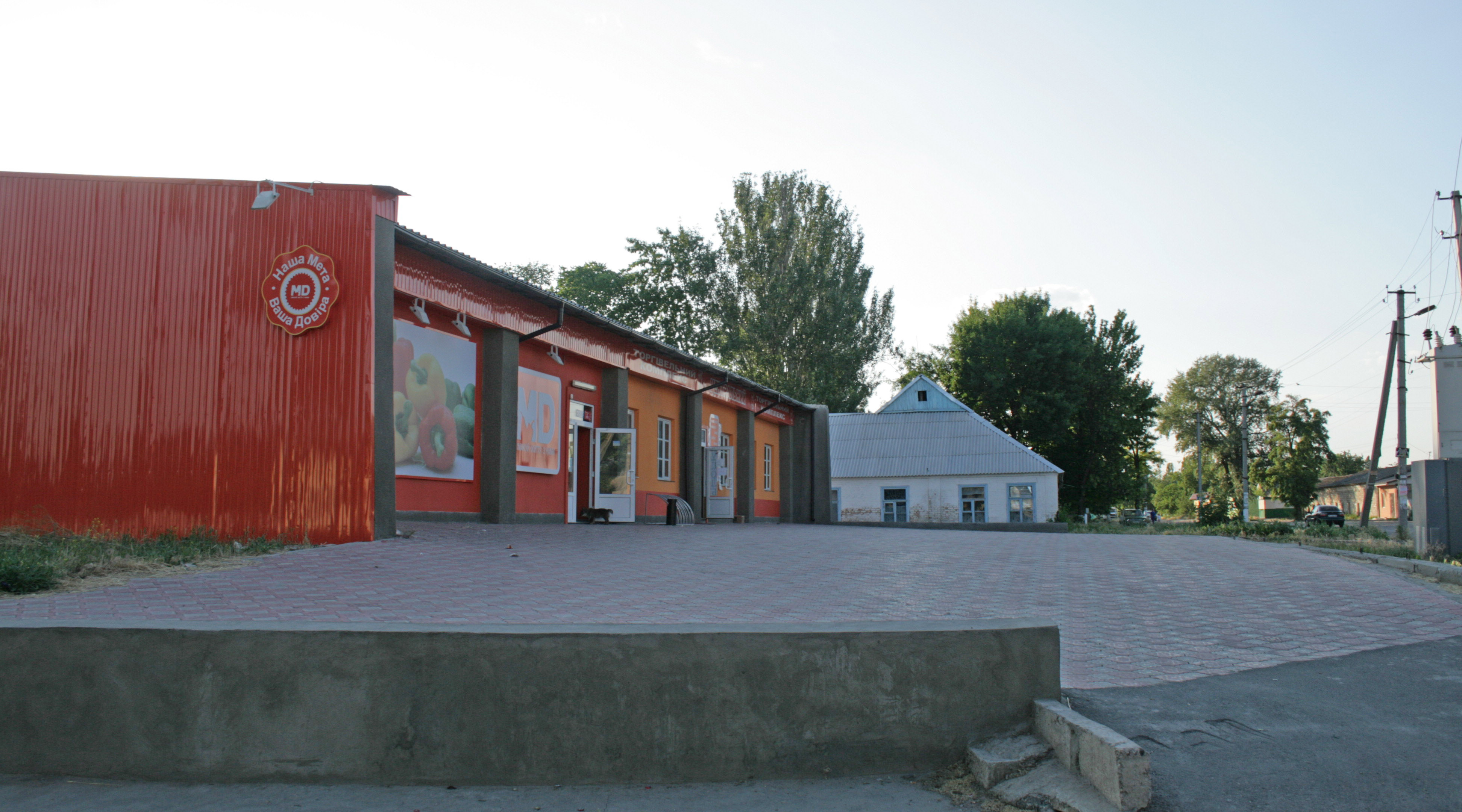
Крамниця мережі «Добрий купець» (закрита у 2016 році, замінили магазином мережі "Апельмон")
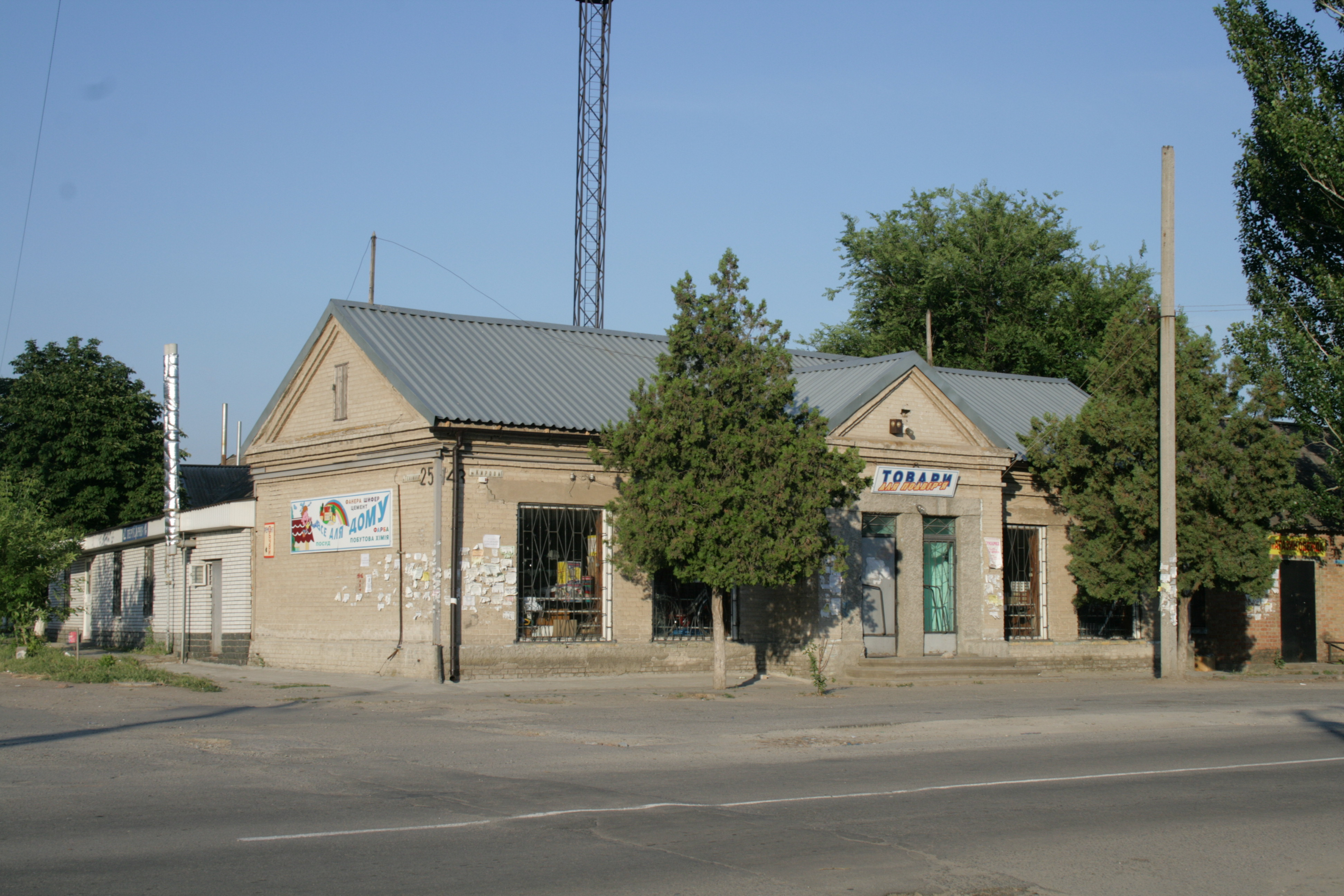
Крамниця на перетині вулиць Тельмана та Центральної

## Транспорт
На схід від селища пролягає автошлях міжнародного значення М18E105, західніше, берегом річки Дніпро — залізнична лінія Запоріжжя I — Федорівка, на якій розташована станція Кушугум Запорізької дирекції Придніпровської залізниці (з початку російського вторгнення в Україну залізничне сполучення тимчасово припинено).
До селища є можливість дістатися приміськими автобусами від обласного центру:
- № 201 Запоріжжя (Вокзал Запоріжжя І — Балабине — Кушугум — Осетрівка — Малокатеринівка;
- № 202 Запоріжжя(Вокзал Запоріжжя І — Балабине — Кушугум[25]. Раніше автобуси прямували до кінцевої зупинки «АС-3» у Запоріжжі, а також курсував автобусний маршрут № 208 Запоріжжя (АС-2) — Вокзал Запоріжжя І — Балабине — Кушугум — Осетрівка — Малокатеринівка (наразі —  скасований).

## Житлово-комунальне господарство

### Електроенергія
Енергопостачальною компанією всього Запорізького регіону є ВАТ «Запоріжжяобленерго».

### Водопостачання
Водопостачання Кушугума здійснює запорізьке комунальне підприємство «Міськводоканал».

### Газопостачання
Газопостачання та газифікацію селища здійснює ВАТ «Запоріжгаз».

## Охорона здоров'я (Медицина)
Філіал поліклініки КЗ «Запорізька ЦРЛ» Запорізької районної ради. Працюють дві аптеки. Є Кушугумська поліклініка, яка була використана до лікарні "DobroMed".
У серпні 2021 року відкритий перший в Запорізькій області та третій в Україні медичний центр «DobroMed», в якому надаються медичні послуги лікарями-спеціалістами вторинної ланки, а також відкрито відділення тривалого перебування.

## Освіта
- Кушугумська гімназія «Інтелект» — побудована у 1952 році. До 2009 року перебувала в аварійному стані[28], в 2011 році була проведена комплексна реконструкція будівлі[29].
- Дитячий дошкільний навчальний заклад
- 2 бібліотеки. (Одна бібліотека можливо не працює)

## Спорт
В селищі діє стадіон та футбольний клуб «Колос».

## Екологія

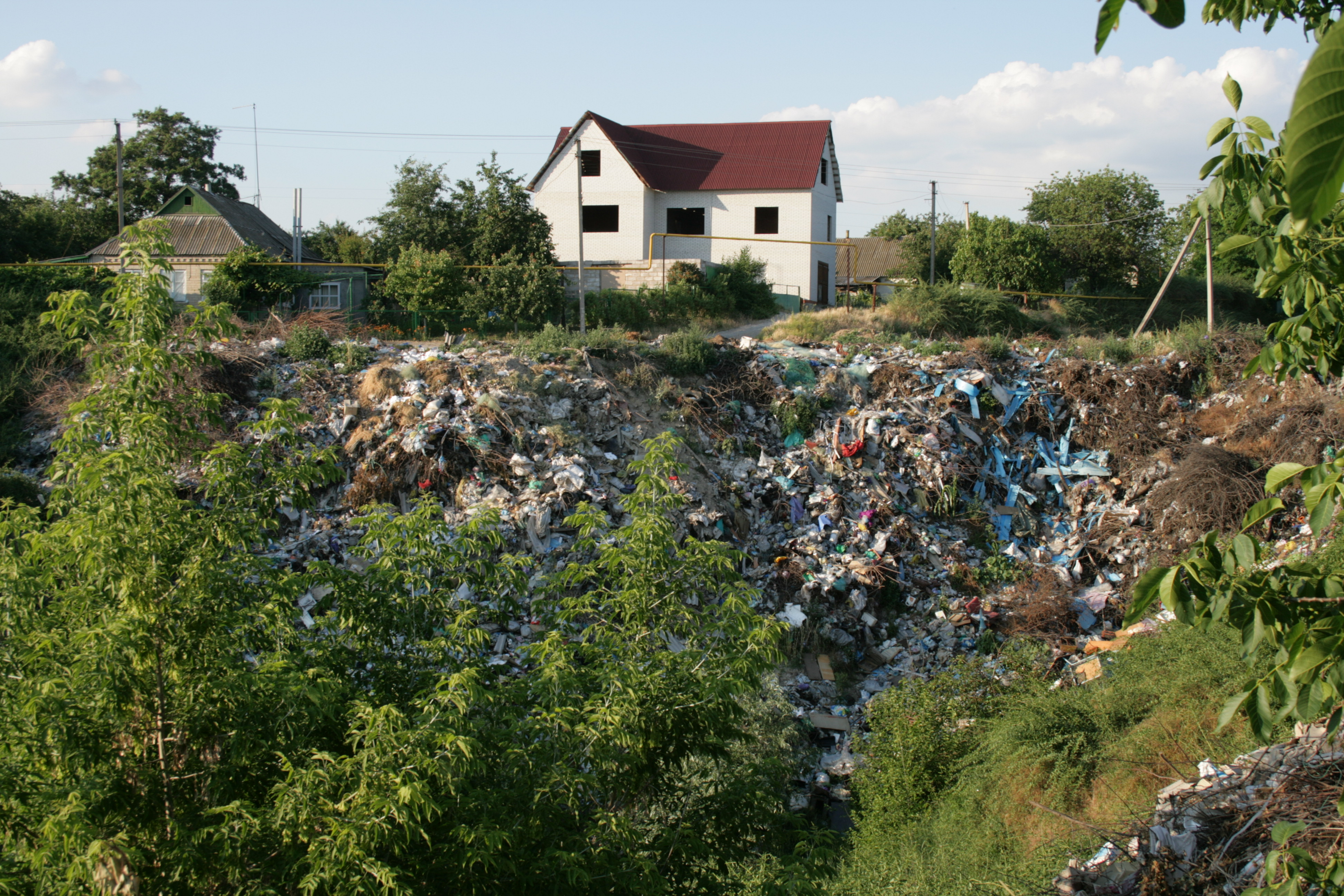
Несанкціановане звалище

За санітарної ситуацією в Кушугумі стежить, як Запорізька районна санітарно-епідеміологічна станція, так і Запорізька обласна санітарно-епідеміологічна станція. В селищі мають місце несанкціоноване накопичення сміття (сміттєзвалища).

## Зв'язок

### Телефонний зв'язок
Фіксований телефонний зв'язок в селищі надає приватна компанія «Укртелеком».

### Пошта
Відділення пошти Запорізької дирекції держпідприємства «Укрпошта».

### Інтернет
ADSL інтернет «ОГО» від компанії «Укртелеком», інтернет-провайдер «Мегалан».

## Особистості
- Білокопитов Микола Григорович (нар. 1954) — поет-сатирик, у Кушугумі пройшло його дитинство.
- Гіржон Василь Васильович — український фізик[30][31].
- Кравець Людмила Степанівна (1923—2015) — уродженка селища, у квітні 1945 року нагороджена сталінською нагородою Герой Радянського Союзу.
- Кравцов Роман Анатолійович (1979—2014) — старший солдат Збройних Сил України, учасник російсько-української війни, похований в смт Кушугум.
- Ломейко Андрій Вікторович (1975—2014) — солдат Збройних сил України, 37-й окремий мотопіхотний батальйон, «Кіборг».
- Поспєлов Максим Олексійович (2000—2023) — військовослужбовець Збройних сил України, учасник російсько-української війни[32].